# William Earl Buchan
William Earl Buchan, född den 9 maj 1935 i Seattle, är en amerikansk seglare.
Han tog OS-guld i starbåt i samband med de olympiska seglingstävlingarna 1984 i Los Angeles.